# 고리울토성
고리울토성은 서울특별시 양천구와 경기도 부천시 오정구 고강동의 경계인 강장골산에 있던 토성이다. 현재는 풍화가 진행되어 흔적조차 찾아보기 힘들다.